# Grimmia anodon
Grimmia anodon là một loài Rêu trong họ Grimmiaceae. Loài này được Bruch & Schimp. mô tả khoa học đầu tiên năm 1845.